# Xian de Jonê
Le xian de Jonê (卓尼县 ; pinyin : Zhuóní Xiàn, THL Chone Dzong tibétain : ཅོ་ནེ་ཛོང, Wylie : co ne dzong) est un district administratif de la province du Gansu en Chine. Il est placé sous la juridiction de la préfecture autonome tibétaine de Gannan.

## Historique
Le 27 mai 2015, une femme tibétaine du comté de Chone dans la province du Gansu, Sangye Tso, 36 ans, mère de deux enfants, s'est immolée en face d'un bâtiment du personnel de sécurité et des forces armées chinois près du monastère de Tashi Choekhorling. Immédiatement après, le personnel de sécurité chinois a emporté son corps calciné mais l'a retourné plus tard à la famille, un grand nombre de policiers fut déployé autour de sa maison. Un message de Sangye Tso a circulé sur la messagerie instantanée WeChat. Les autorités locales contestent la véracité de cette information, alors que les journalistes étrangers ne peuvent pas accéder aux zones peuplées de Tibétains.

## Démographie
La population du district était de 99 669 habitants en 1999.